# Цінь Ґан
Цінь Ґан (кит. трад.: 秦刚; піньїнь: Qín Gāng; нар. 19 березня 1966, Тяньцзінь, КНР) — китайський дипломат, Міністр закордонних справ КНР з 30 грудня 2022 до 25 липня 2023 року. До цього був Послом КНР у США (2021—2022) та заступником міністра закордонних справ (2018—2022).

## Раннє життя та освіта
Народився в муніципалітеті Тяньцзінь у березні 1966 року. Здобув ступінь бакалавра з міжнародної політики в Університеті міжнародних відносин 1988 року, того ж року розпочав дипломатичну кар'єру.

## Кар'єра
Одразу після закінчення університету розпочав працювати у Пекінському бюро обслуговування дипломатичних місій, 1992 року перейшов до Міністерства закордонних справ, де працював у Департаменті у справах Західної Європи.
З 1995 до 1999 року працював у Посольстві КНР у Великій Британії. З 1999 року — другий секретар, заступник директора відділу та директор відділу Департаменту у справах Західної Європи Міністерства закордонних справ. У 2002—2005 рр. був радником у Посольстві КНР у Великій Британії.
З 2005 до 2010 року — заступник генерального директора Департаменту інформації МЗС та речник міністерства. 2010 року призначений посланником у Посольство КНР у Великій Британії.
З 2011 до 2014 року — Генеральний директор Департаменту інформації МЗС та речник міністерства. У 2014—2017 роках був генеральним директором Протокольного департаменту МЗС. З квітня 2017 до 2018 року — помічник Міністра закордонних справ — Генеральний директор Департаменту протоколу МЗС. З вересня 2018 до липня 2021 року був заступником міністра закордонних справ КНР.
У липні 2021 року призначений послом КНР у США, змінив на посаді Цуя Тянькая.
Член 20-го Центрального комітету Комуністичної партії Китаю.
30 грудня 2022 року став міністром закордонних справ КНР, змінивши на посаді Ван Ї, підвищеного до посади в політбюро Комуністичної партії Китаю.

### Таємниче зникнення
Міністр закордонних справ Китаю Цінь Ґан не з'являвся на публіці місяць, з 25 червня 2023 року до моменту свого звільнення, 25 липня 2023 року, пропустивши важливі дипломатичні зустрічі і викликаючи все більше спекуляцій щодо його місцезнаходження.
Цінь не був присутній на зустрічі міністрів закордонних справ з близькими економічними партнерами КНР в рамках торгового блоку АСЕАН в Джакарті минулого тижня через
«причини, пов'язані зі станом здоров'я».
В липні 2023 року в Пекіні Цінь також мав зустрітися з провідним європейським дипломатом Жозепом Боррелем, але відклав зустріч без пояснення причин, така ж ситуація трапилась і з міністром закордонних справ Великої Британії — Джеймсом Клеверлі.
Останні публічні зустрічі Ціня відбулися 25 червня з офіційними особами Шрі-Ланки та Росії. До свого зникнення Цінь проводив зустрічі, дзвінки та інші публічні обміни з іноземними колегами майже через день з моменту вступу на посаду наприкінці грудня.
Речниця МЗС Китаю Мао Нін через 3 тижні після зникнення заявила, що не має
«жодної інформації» про те, коли Цінь може повернутися на свою посаду.
Зрештою 25 липня 2023 року у Пекіні відбулось екстрене засідання Постійного комітету Всекитайських зборів народних представників, де відбулась зміна керівництва МЗС КНР. Цінь Ґан був знятий з посади міністра, а на його місце повернувся Ван Ї.
Ймовірно помер.

## Приватне життя
Одружений, має сина. Вільно розмовляє англійською.